# Agência Espacial de Israel

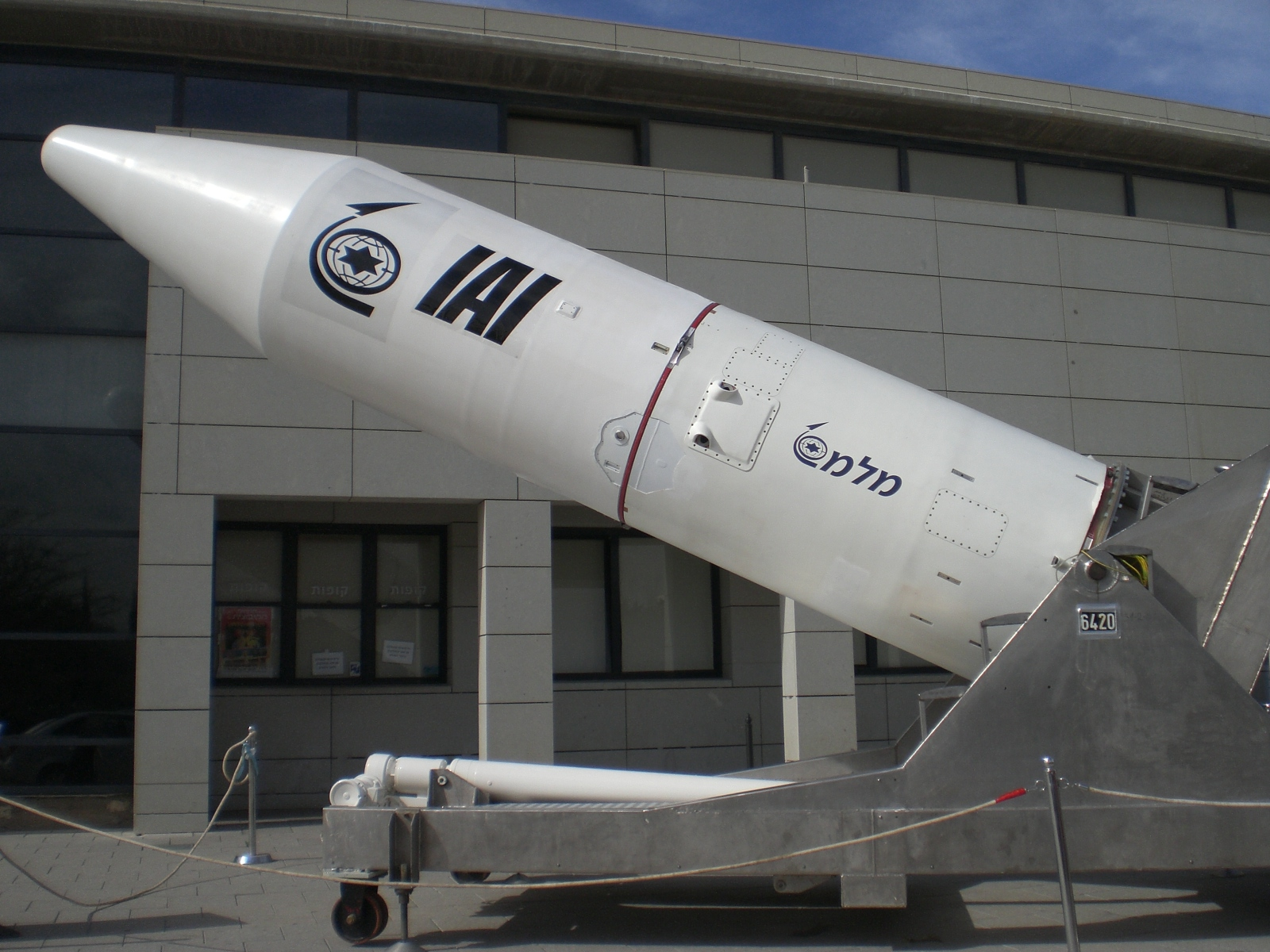
Veículo de lançamento Shavit

Agência Espacial de Israel (em hebraico: סוכנות החלל הישראלית, Sochnut HeHalal HaYisraelit) é um órgão estatal pertencente ao Ministério Israelense de Ciência e Tecnologia, coordenado todos os programas espaciais israelenses tanto para fins comerciais quanto científicos. Foi criada em 1983 e atualmente é administrada pelo general aposentado Yithzak Ben Yisrael.